# Jardim Infantil

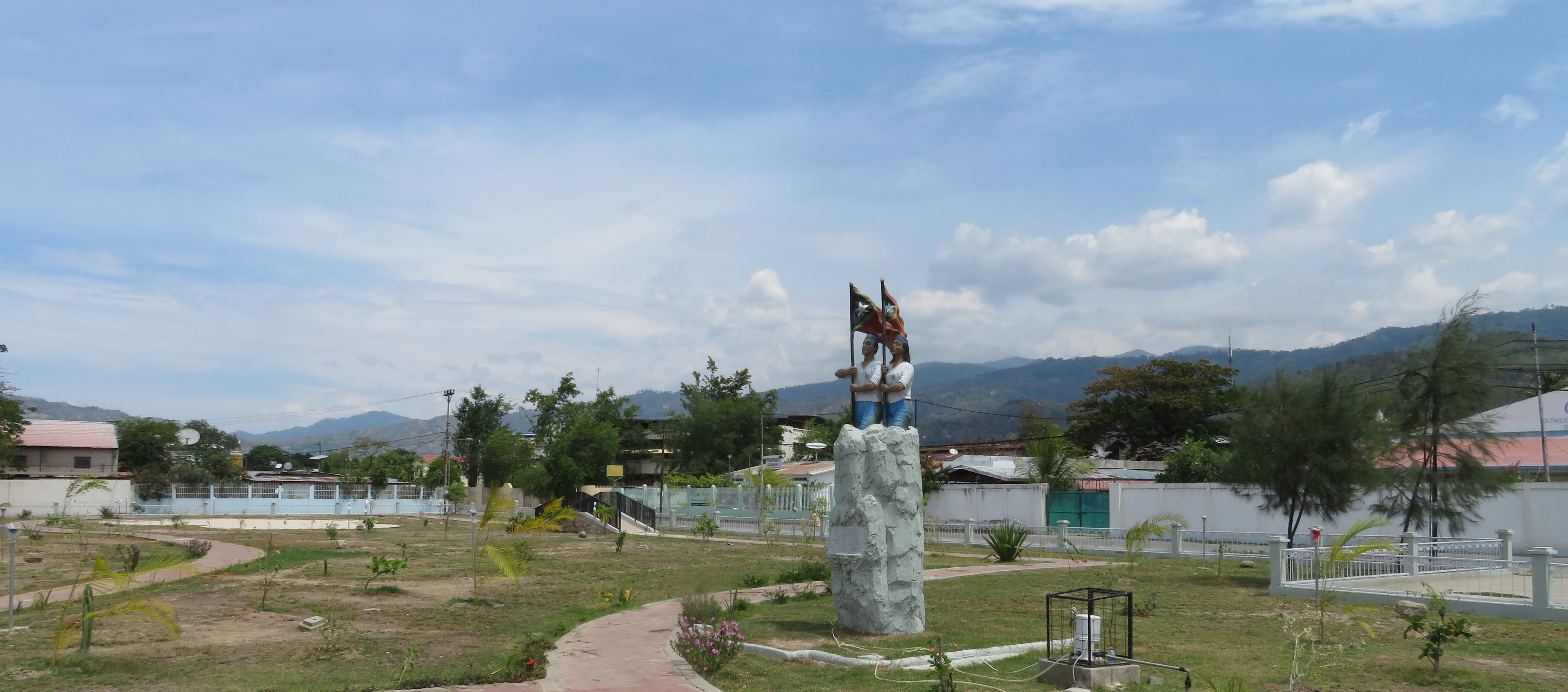
Der Jardim Infantil (2016)

Der Jardim Infantil (deutsch Garten der Kinder, auch Jardim de Bebora) ist ein kleiner Stadtpark in der osttimoresischen Landeshauptstadt Dili. Er liegt im Südwesten des Suco Motael zwischen der Rua Dom Boaventura und der Avenida Nicolau Lobato im Stadtteil Bebora. Westlich befindet sich das meist trockene Flüsschen Maloa.
Im Zentrum steht ein Springbrunnen, östlich ein Denkmal, das einen Mann und eine Frau zeigt, die jeweils eine Flagge tragen. Ursprünglich zeigte die Bemalung der Figuren zwei Mitglieder der indonesischen Pfadfinder (Gerakan Pramuka Indonesia), die indonesische Flaggen hielten. 2016 wurde der Park neugestaltet. Das Denkmal wurde neu bemalt, die Statuen führen nun Nationalflaggen Osttimors. Den Westteil des Parkes bildet ein Basketballfeld.
Nördlich des Parkes, jenseits der Avenida Nicolau Lobato, befindet sich eine Filiale der Banco Nacional de Comércio de Timor-Leste. Südlich der Rua Dom Boaventura liegen dem Park gegenüber der Sitz der Timor Post, der Fernsehsender GMN TV und das Wirtschaftsministerium Osttimors im Mandarim.

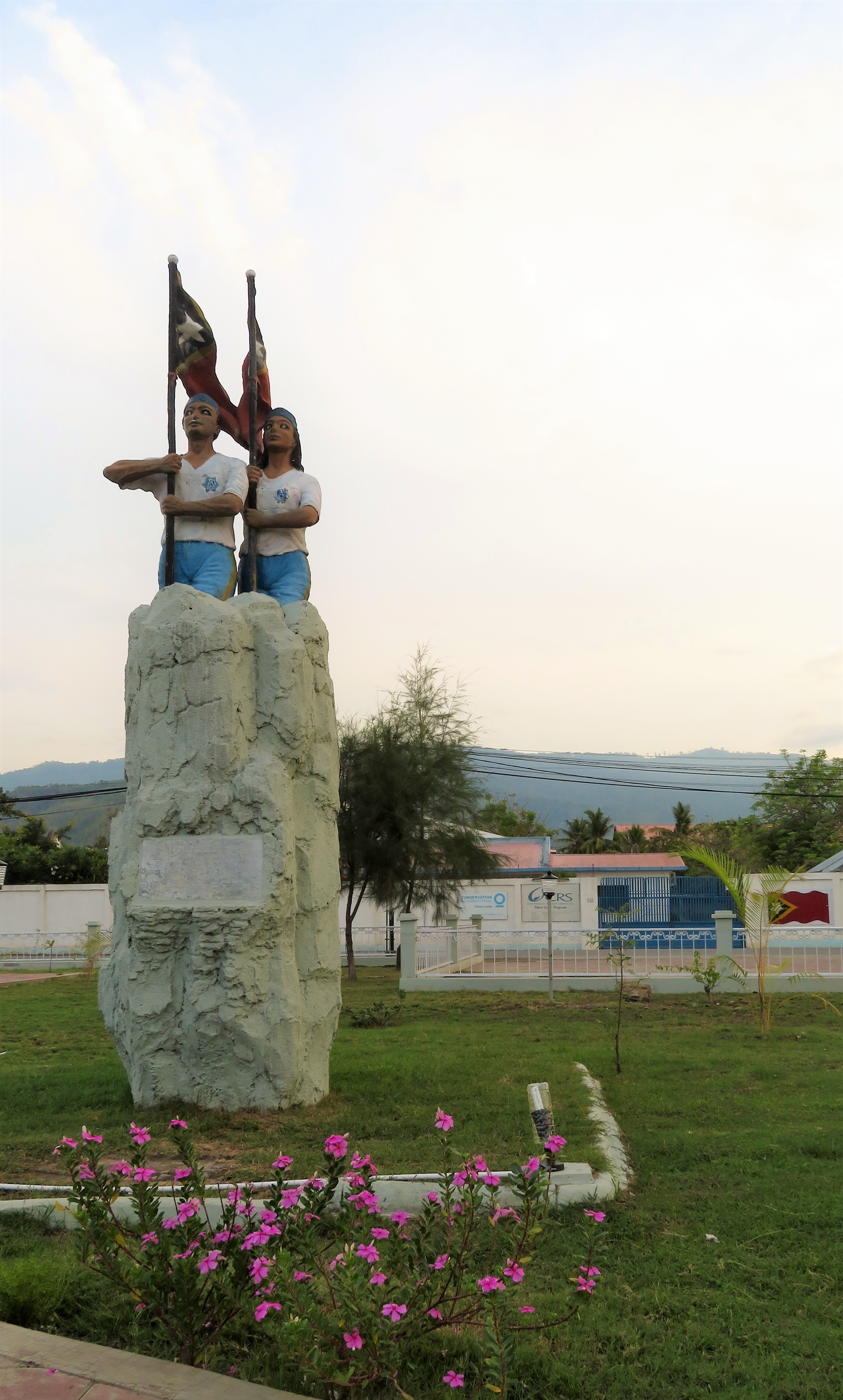
Denkmal
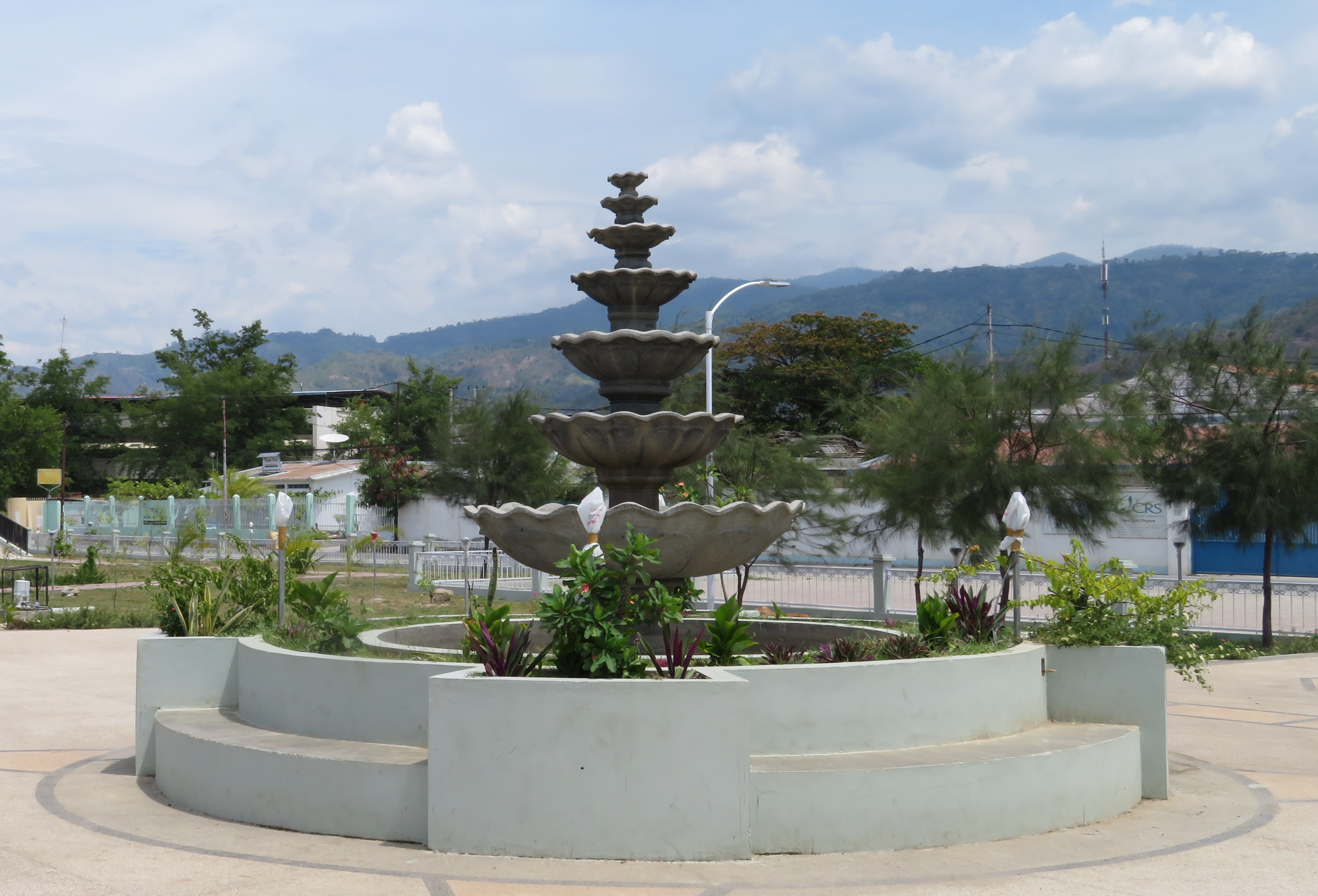
Brunnen